# ويلاستون ايست (تشيشير)
ويلاستون ايست (بالإنجليزية: Willaston, Cheshire East)‏ هي قرية وأبرشية مدنية تقع في المملكة المتحدة في إنجلترا. يقدر عدد سكانها بـ 2,277 نسمة .